# Milton Latham

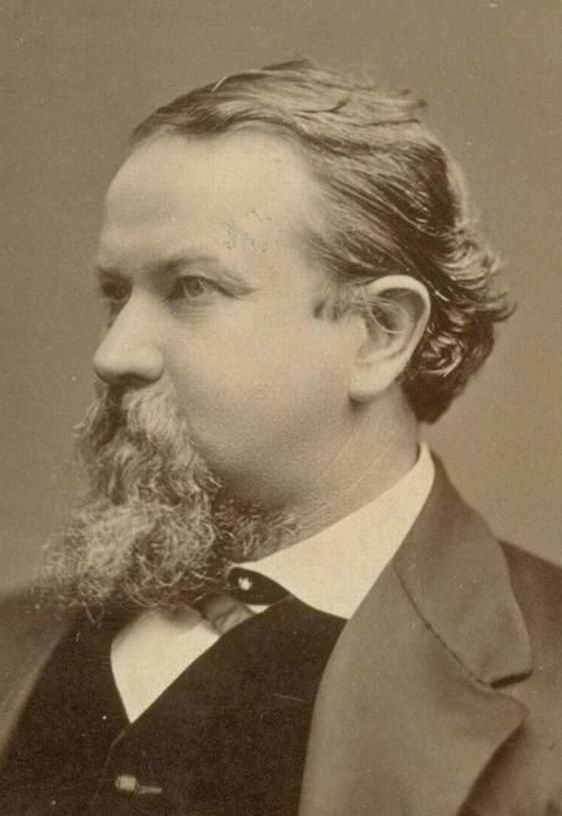
Milton Latham

Milton Slocum Latham (* 23. Mai 1827 in Columbus, Ohio; † 4. März 1882 in New York City, New York) war ein US-amerikanischer Politiker. Er vertrat seinen Staat in beiden Kammern des Kongresses und war der sechste Gouverneur von Kalifornien.

## Jugend und frühe Jahre
Latham absolvierte 1845 das Jefferson College in Washington (Pennsylvania). Nach einem Umzug nach Alabama studierte er Jura und wurde 1848 als Anwalt zugelassen. Nachdem er zwei Jahre am Berufungsgericht im Russell County tätig gewesen war, beschloss er 1850 nach San Francisco umzuziehen. Dort war er zunächst Protokollführer am lokalen Gericht; bereits 1851 wurde er Bezirksstaatsanwalt in Sacramento.

## Politik
Nur ein Jahr später beschloss er in die Politik zu gehen. Er wurde als Abgeordneter der Demokratischen Partei ins Repräsentantenhaus der Vereinigten Staaten gewählt und absolvierte dort zwischen dem 4. März 1853 und dem 3. März 1855 eine Legislaturperiode, verzichtete dann aber auf eine erneute Kandidatur. Nach seiner Rückkehr nach Kalifornien wurde er von Präsident Franklin Pierce zum Zollinspektor im Hafen von San Francisco ernannt – ein Amt, das er nur widerwillig annahm, aber bis 1857 behielt. Ende der 1850er Jahre war aufgrund der allgemeinen politischen Lage in den Vereinigten Staaten am Vorabend des Bürgerkrieges auch die Demokratische Partei Kaliforniens in zwei gegnerische Lager gespalten. Der Südflügel der Demokraten nominierte 1859 Latham als Kandidat für die anstehenden Gouverneurswahlen. Nach einem turbulenten Wahlkampf gewann er schließlich mit einer Mehrheit von 60 Prozent der Stimmen. Am 9. Januar 1860 wurde er in sein neues Amt eingeführt. Inzwischen hatte Latham aber bereits beschlossen, dieses nicht lange zu behalten. Während des Wahlkampfs war US-Senator David C. Broderick bei einem Duell erschossen worden und Latham beschloss, nun dessen Sitz im Senat zu übernehmen. Das Repräsentantenhaus von Kalifornien stimmte zu und Latham trat bereits am 14. Januar 1860 als Gouverneur zurück. Damit war er genau fünf Tage im Amt, die kürzeste Amtszeit eines kalifornischen Gouverneurs überhaupt. Latham nahm nun seinen Sitz im US-Senat ein und beendete zwischen dem 5. März 1860 und dem 3. März 1863 die von Broderick begonnene Legislaturperiode. Eine Wiederwahl gelang ihm dann 1862 nicht mehr.

## Lebensabend und Tod
Nach dem Ende seiner politischen Tätigkeit in Washington, D.C. bereiste er Europa und stieg in San Francisco in das Bankgeschäft ein. In den späten 1860er und 1870er Jahren half er bei der Finanzierung der California Pacific und der North Pacific Coast Eisenbahn und stieg somit zu einem Eisenbahnbaron auf. 1879 zog er nach New York City und wurde Präsident der New York Mining and Stock Exchange. Dort starb er am 4. März 1882 im Alter von 54 Jahren.